# Chaetomium globosum

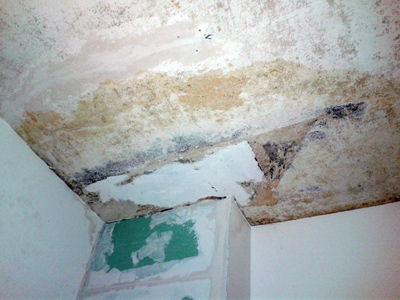
Befall nach Wasserschaden

Chaetomium globosum ist ein cellulosezersetzender Schimmelpilz aus der Gattung Chaetomium.
Die Art ist weit verbreitet und zeigt zwei verschiedene Vorkommensschwerpunkte: Einerseits im Inneren von Blättern lebender Pflanzen (endophytisch), andererseits frei lebend auf abgestorbener pflanzlicher Biomasse aller Art, so in Böden, im Kot von Pflanzenfressern und in Totholz. Als ubiquistische Art ist er auch in Innenräumen von Gebäuden anzutreffen. Er kommt in Innenräumen nach Wasserschäden, in Archiven sowie als Moderfäulepilz in Holz (besonders Holz mit hoher Feuchte) vor. Chaetomium globosum ist ein verbreitetes Allergen.

## Biologie
Chaetomium globosum wächst optimal bei Temperaturen zwischen 18 und 24 °C und einem pH-Wert von 7,3. Nach Kulturexperimenten besitzt er die Enzymausstattung zum Abbau einer Reihe von pflanzlichen Polysacchariden, zum Beispiel Glucose, Cellulose und Xylan. Zum Abbau von Pektin, einem wichtigen Bestandteil der Mittellamelle des Zellgewebes lebender Blätter, gibt es widersprüchliche Angaben. Die Cellulase-Aktivität wird für den biotechnologischen Einsatz getestet.
Endophytisch ist er bei einer Vielzahl von Pflanzen nachgewiesen worden, so zahlreichen Baum- und Straucharten, wichtigen Kulturpflanzen wie Weizen, aber auch marinen Rotalgen. Er wächst hier in der extrazellulären Matrix. Nach allen bisherigen Erkenntnissen fügt der Pilz seinem Wirtsorganismus keinen Schaden zu. Es scheint im Gegenteil so zu sein, dass die Pflanze von der Anwesenheit des Pilzes profitiert, weil dessen sekundäre Metabolite ihr Schutz gegen eine Reihe pflanzenfressender Schädlinge verleihen. Die Art wird deshalb für den Einsatz in der biologischen Schädlingsbekämpfung getestet. Angestrebt wird vor allem ein Einsatz gegen saugende Arten wie Blattläuse, gegen die der verbreitete Einsatz des Bt-Toxins keine Wirkung zeigt.
Der Pilz bildet Mykotoxine, wie z. B. Emodin, diverse Cytochalasane, das antibiotisch aktive Chaetomin und Chaetomugilin.
Die frei lebenden, saprotrophen und die endophytischen Stämme des Pilzes sind morphologisch, genetisch und nach ihrer Enzymausstattung miteinander verglichen worden., zwischen ihnen besteht demnach kein Unterschied. Im Gegensatz zu den ebenfalls endophytischen, vor allem in Grasblättern verbreiteten Pilzen der Gattung Neotyphodium, die ebenfalls für die Resistenz gegenüber Pflanzenfressern bedeutsam sind, wird Chaetomium globosum nicht über Weitergabe mit dem Samen (vertikal), sondern durch Neuinfektion aus der Umgebung (horizontal) übertragen.